# Данарто
Данарто (индон. Danarto; 27 июня 1940, Сраген, Центральная Ява — 10 апреля 2018, Джакарта) — индонезийский писатель, известный своими рассказами. Лауреат Литературной премии Юго-Восточной Азии.

## Краткая биография
Данарто родился в семье прораба, работавшего на сахарной плантации, и рыночной торговки.
Отучился в школе. В 1958–1961 учился в Индонезийской академии изобразительных искусств, одновременно сотрудничал в детском журнале «Си Кунчунг».
С 1959 по 1964 г. входил в состав театральной труппы «Бамбуковая мастерская» («Санггар Бамбу»). В 1970-х гг. преподавал в Джакартском институте художественного образования. Известен как режиссёр-постановщик многих пьес современных индонезийских драматургов.

## Творчество
Писал главным образом в жанре рассказа, публиковался в литературной периодике. Наиболее известные сборники: «Армагеддон» (1968), «Ностальгия» (1971), «Адам Макрифат» (1982).
В произведениях сильны суфийские и мистические мотивы, навеянные яванским эпосом. Один из инициаторов модного направления в искусстве, соединяющего живопись и поэзию (например, чтение стихов на эскалаторе при открытии художественной выставки в мае 2000).
Похоронен на кладбище TPU Ngasem, Mojo, Kab. Sragen.

## Признание
- Литературная премия Юго-Восточной Азии (1988)

## Публикации на русском языке
- Данарто. Ностальгия: рассказ. — Современная индонезийская проза. 70-е годы. — М.: Радуга, 1988.
- Данарто. Выше неба и земли. — Малайская кровь. Антология малайского и индонезийского рассказа. Составление, перевод с малайского и индонезийского и предисловие Виктора Погадаева. М.: ИД "Ключ-С", 2011, с. 53—58